# Єлізово (місто)
Єлізово — адміністративний центр Єлізовського району Камчатського краю. Статус міста з 1975 року.

## Географія
Розташований на берегах річки Авача, в 32 км на захід від м. Петропавловська-Камчатського.

### Клімат
Незважаючи на те, що Єлізово лежить лише за три десятки кілометрів від крайового центру, клімат тут трохи відрізняється. Взимку завжди на кілька градусів холодніше, проте середньорічна швидкість вітру менша, ніж у Петропавловську-Камчатському. Сніговий покрив у Єлізово й околицях сходить у середньому на 2 тижні раніше, ніж у крайовому центрі, приблизно в другій декаді квітня. Влітку спостерігаються більш високі температури (іноді вище 30°), число днів з туманом помітно менше, ніж в Петропавловську-Камчатському, проте осінь настає раніше й нічні заморозки на ґрунті можуть відзначатися вже в другій половині вересня. В цілому, клімат Єлізово, зважаючи на віддаленість від океанського узбережжя, характеризується більшою континентальністю, ніж клімат Петропавловська-Камчатського — тепліший влітку і холодний взимку. Місто й околиці — один з найсприятливіших кліматичних районів Камчатки, тут з давніх-давен розвинене вирощування овочів і ягід, а в останні десятиліття успішно вирощуються і плодові культури (яблуня, вишня, слива та інші).

## Історія
Виник приблизно 1848 року як село Старий Острог. З 1897 по 1924 рік селище називалося «Завойко» — на честь відомого камчатського губернатора В. С. Завойка, за якого під час так званої Петропавлівської оборони 1854 року був успішно відбитий десант англо-французької ескадри. В 1924 році був перейменований на честь командира партизанського загону Георгія Матвійовича Єлізова, який загинув на Камчатці в 1922 році.